# 国家物资和技术供应委员会
国家物资和技术供应委员会（俄语：Государственный комитет СССР по материально-техническому снабжению）是苏联负责物资和技术供应的一个国家委员会，存在于1948年至1953年及1965年至1991年。

## 沿革
该机构主要功能为企业调配生产物资，与苏联国家计划委员会、蘇聯財政部协同开展工作。知名领导人包括拉扎尔·莫伊谢耶维奇·卡冈诺维奇（1947年至1952年）伊凡·格里戈里耶维奇·卡巴诺夫（1952年至1953年）。